# Country Liberal Party
Die Country Liberal Party  (CLP) ist eine liberale und konservative Partei in Australien, die sowohl im Australischen Senat als auch in der Northern Territory Legislative Assembly, dem Unterhaus des Northern Territory, vertreten ist. Sie begreift sich zwar als unabhängige Partei, koaliert allerdings stets auf Bundesebene mit den konservativen und nationalistischen Parteien, derzeit (2019) mit der Liberal Party of Australia, der Liberal National Party und der National Party of Australia.

## Geschichte
Die Country Liberal Party gründete sich im Jahr 1974 als Regionalpartei für das Northern Territory. Sie war in der Geschichte Australiens die kleinste Partei, die jemals eine Regierung bildete und eine Partei, die sowohl im Commonwealth und auch in einem Territory gleichzeitig regierte.
Die Country Liberal Party begreift sich seit ihrer Gründung im Jahr 1974 als Gegenpol zur Politik der Labor Party, die vor 1974 stets im Northern Territory regierte. Die Country Liberal Party hatte bis 2001 die Mehrheit im Unterhaus des Northern Territory. Bei der Wahl 2005 erhielt sie lediglich vier Sitze und musste die Regierungsmacht abgeben. Erst im Jahr 2012 konnte sie 16 der 25 Sitze gewinnen und erneut die Regierung im Northern Territory stellen. 2013 wurde der Chief Minister der Country Liberal Party parteiintern ausgewechselt und Adam Giles, der von den Aborigines abstammt, kam in dieses Amt. Damit kam erstmals eine von der indigenen Bevölkerung stammende Person aus einem Territory in ein derartig hohes Regierungsamt. Bei der Wahl im August 2016 verlor die Country Liberal Party im Unterhaus des Northern Territory die Mehrheit.

## Programmatik
Die Country Liberal Party ist eine liberalistische und konservative Partei, die für Individualismus eintritt und einem freien Unternehmertum die entscheidende Rolle im Wirtschaftsleben zuweist. Für sie gilt alles als fortschrittlich, was im sozialen, ökonomischen und politischen Leben dem Liberalismus zugeschrieben werden kann. Sie will auch, dass das Northern Territory den Status eines Bundesstaates erhält.

## Bündnisse
Die Country Liberal Party begreift sich zwar als eine unabhängige Partei. Sie koaliert auf Bundesebene allerdings stets mit liberalistischen und nationalistischen Parteien. Sie ist somit Mitglied einer konservativen Regierungskoalition seit dem Jahr 2013 in Australien.
Bei der Parlamentswahl im Mai 2019 errang Samantha Jane McMahon einen Sitz für die Country Liberal Party im Australischen Senat und trat einer Regierungskoalition bei. Diese Regierungskoalition regiert derzeit (Juni 2019) mit einer Regierungsmehrheit von einer Stimme.